# 曹仲英
曹仲英（英語：Jung Ying Tsao；1929年8月15日—2011年2月26日），是中国传统艺术鉴赏家、收藏家、艺术商和学者。
曹仲英被世界华人收藏家协会公认为同时代中国绘画的顶级藏家。他五十年的职业生涯在美国旧金山湾区度过，期间建立或协助创办了多个中国绘画的重要收藏，并与中国艺术圈中的知名人物结成良友。此外曹先生还写作了多部研究中国书画的学术专论，他的藏品也争相被大型博物馆、艺术学院和出版社列入学术研究和展览计划。

## 生平
曹仲英1929年生于中国天津，其父曹文明，家族显赫与国民党有联系。早年因内战移居西部，后回到北方，1949年为了躲避第二次国共内战迁至台湾。曹仲英自1950年代起开始经营曹氏家族的中国绘画收藏，并从师李霖燦在國立故宮博物院学习中国绘画鉴赏。他在台北攻读法律，后来成为一名律师和法官。1963年，曹仲英旅美在加利福尼亚州的伯克利定居。不久，他便放弃了律师行业，成为专业的艺术品交易商，并于1968年在旧金山建立了远东艺术画廊，用余生保护和推广中国传统艺术。
曹仲英与已故的收藏家王已千是同时代的收藏家。曹仲英比王已千（英文名：C. C. Wang）年岁略小，两人以友人互称。王已千收藏古代绘画，因此仅在十七世纪绘画收藏上与曹仲英形成竞争。曹仲英与旧金山湾区定居和过往的艺术鉴赏家们建立了长久的友谊，包括艺术家张大千（英文名：Chang Dai-chien）、中国艺术史教授迈克尔·苏利文、李铸晋（英文名：Chu-tsing Li）和他们的学生万青历、蔡星仪、林似竹、宋楚瑜、学者王方宇和收藏家理查德法卞、迈克尔·佳丽斯、石允文。八十年代至九十年代中国改革开放之后，曹仲英频繁旅行，与上海美术馆策展人谢稚柳、郑伟，艺术家李可染、朱屺瞻、黄君壁、娄师白，艺术商和藏家张宗宪（英文名：Robert Zhang）等。2008年，曹仲英被选为美国收藏家代表在上海举办的第一届世界华人收藏家大会上发言。大会组委会认为曹仲英收藏不是为了投资，而在于提升境界和修身养性。
曹仲英于2011年过世后，他的后代成立了默斋基金会（参考曹氏工作室名称）。这是一个慈善家庭基金会，致力于支持传统中国书画领域的研究和教育项目。

## 项目和收藏
曹氏家族的收藏尽管包括古代作品，但曹仲英五十年代在台湾期间开始重视较为近代的艺术家，尤其是齐白石等“近现代”（1840-1966）名家。最终他建立了一个藏品均衡、百科全书性质的中国近现代绘画收藏。此外，曹仲英的其他藏品还包括十七世纪绘画的完备收藏，二十世纪山水大师黄宾虹的重要收藏，战国时期至二十世纪的中国印章收藏。曹仲英是理查德·法卞收藏和迈克尔·佳丽斯收藏等重要私人收藏的主导力量。曹氏家族的许多藏品进入博物馆的永久收藏或已许诺赠予博物馆，其中包括纽约大都会艺术博物馆、旧金山亚洲艺术博物馆和克利夫兰艺术博物馆。
曹氏收藏或曹先生建立的收藏，参加过以下研究、出版、展览项目：

## 出版
- 陈思渊、余国梁、曹仲英《现代水墨：虚谷的艺术》，火奴鲁鲁：夏威夷出版社，2015。ISBN 978-0824851460
- 林似竹、余国梁、曹仲英《现代水墨：齐白石的艺术》，火奴鲁鲁：夏威夷出版社，2014。ISBN 978-0-8248-4766-1
- 肯尼斯·韦恩 编 《野口勇与齐白石：北京1930》，米兰：五大陆出版社，2013。ISBN 978-8874396399
- 万青力、赵力、卢辅圣、钱绍武、侯一民、蔡星仪、单国霖《近现代中国绘画集萃——曹氏默斋藏》（四卷），上海：上海书画出版社，2010。ISBN 978-7807258483
- 史蒂芬·利透、史景迁、李铸晋、白谦慎、理查德·法卞《理查德·法卞所藏十九至二十世纪中国书画》，火奴鲁鲁：火奴鲁鲁：檀香山艺术学院，2007。ISBN 978-0937426791
- 李铸晋、万青力《中国现代绘画史：晚晴之部（1840-1911）》，台北：石头出版股份有限公司，1998。
- 曹仲英《虚谷和齐白石的绘画》，西雅图和伦敦：华盛顿大学出版社，1993。ISBN 978-0295973401
- 傅申、简·斯图尔特《挑战传统：张大千绘画艺术》，西雅图和伦敦：华盛顿大学出版社，1991。ISBN 978-0295971254
- 曹仲英《清朝中叶中国绘画》，旧金山：旧金山平面协会，1987。ISBN 978-0961849306
- 铃木敬《中国绘画综合图录》（五卷），东京：东京大学出版社，1982。ISBN 978-0860083085
- 曹仲英、黄西、宋楚玉《四任》，远东艺术机构，1977。

## 展览和借展
- 曹氏家族黄宾虹收藏《临古画稿172开》和《繁简稿对应册20开》，借展于中国美术馆浑厚华滋本民族——黄宾虹150周年纪念特展，2015年4月4日至2015年5月10日。[12]
- 曹氏家族十七世纪中国绘画收藏，长期借展于洛杉矶县立艺术博物馆，2013年至2015年。
- 理查德·法卞收藏，长期借展于休斯顿艺术博物馆，2013至今。
- 金石书画，旧金山亚洲艺术博物馆，2013年10月29日至2014年7月13日[13]
- 野口勇与齐白石：北京1930，密歇根大学艺术博物馆，2013年5月18日至9月1日。[14] 野口勇博物馆，2013年9月25日至2014年1月26日[15]
- 古音新谱：理查德·法卞珍藏20世纪至21世纪中国书画展，檀香山艺术学院，2007年8月30日至11月11日。
- 挑战传统：张大千绘画艺术，史密森尼学会，赛克勒美术馆，1991年11月24日至1992年4月5日。[16]